# Ana Álvarez
Ana Teresa Álvarez Páez (Jerez de la Frontera, Cádiz, 19 de noviembre de 1969), conocida como Ana Álvarez, es una actriz española con una amplia trayectoria audiovisual en cine y televisión. Ha trabajado en más de cincuenta títulos de cine y televisión, así como en teatro. Por ellos ha recibido varios premios nacionales e internacionales, como los del Festival Internacional de Cine de Estocolmo, el Festival Internacional de Cine de Cartagena de Indias y el del Festival de Cine Policiaco de Cognac.

## Biografía
Nacida en Jerez de la Frontera, Ana Álvarez se trasladó a Madrid a los trece años. Al finalizar sus estudios de bachillerato, se marchó a trabajar como modelo a Japón. De allí fue a París, Atenas y otras capitales europeas. Pero su deseo era convertirse en actriz e ingresó en la Escuela de Arte Dramático de Madrid, donde estudió interpretación.
Ana Álvarez rodó su primera película en 1988. Fue Jarrapellejos de Antonio Giménez-Rico, con quien repitió al año siguiente interviniendo con un pequeño papel en Soldadito español. En 1990, Ana intervino en la comedia de Álvaro Sáenz de Heredia Aquí huele a muerto. Y ese mismo año coprotagonizó, junto a José Coronado, El Tesoro película de Antonio Mercero. El filme, basado en una novela de Miguel Delibes, fue presentado en el Festival de Cine de Valladolid.
En 1991 Ana Álvarez participó en Sólo o en compañía de otros, de Santiago San Miguel, basada en el asesinato de los marqueses de Urquijo. A finales de año, intervino también en Don Juan en los infiernos, película producida por TVE, que escribió y dirigió Gonzalo Suárez, haciendo una libre adaptación del Don Juan de Molière. Ya en 1992, la actriz hizo un papel secundario de malvada inocente en la película Jaime Chávarri, Tierno verano de lujurias y azoteas.
Durante el invierno de 1993, Ana Álvarez coprotagonizó —junto a Karra Elejalde— el largometraje de Juanma Bajo Ulloa, La madre muerta. En esta película, la actriz encarnaba el papel de una joven que, tras haber visto cómo asesinaban a su madre y recibir un disparo en el asalto, sufre una deficiencia mental. Ana Álvarez recibió el reconocimiento de varios festivales internacionales por este trabajo. Así, obtuvo el Premio a la Mejor Actriz en el Festival Internacional de Cine de Estocolmo, en el Festival Internacional de Cine de Cartagena de Indias y en el Festival Internacional de Cine Policiaco de Cognac.
Ya en 1994, Ana rueda las películas El baile de las ánimas y Enciende mi pasión. Esta última con Emma Suárez y Miguel Bosé. Un año más tarde, trabaja a las órdenes de Ricardo Franco en la comedia ¡Oh, cielos!, con Jesús Bonilla, el Gran Wyoming y Ángela Molina. Ana Álvarez participa también en la película de Manuel Gutiérrez Aragón El rey del río, con Alfredo Landa y Carmen Maura. Con este filme acude al Festival Internacional de Cine de Berlín, donde se recibió el trabajo de todos con muy buenas críticas. También ese año coprotagonizó, junto al cubano Jorge Perugorría, la ópera prima del director José Miguel Juárez Dile a Laura que la quiero. Poco después, Ana participa en la producción hispano-alemana Vivir al límite, del director Michael Guttman.
En 1996, Ana Álvarez coprotagoniza Brujas, junto a Penélope Cruz y Beatriz Carvajal. La película dirigida por Álvaro Fernández Armero, narra las peripecias de tres mujeres muy diferentes que vagan solas por una desértica ciudad de Madrid en verano. Ese mismo año, Ana coincide de nuevo con Karra Elejalde en la película Best Seller. El premio. Y viaja a Buenos Aires, Argentina, para protagonizar Geisha, una coproducción dirigida por Eduardo Raspo.
En 1998 la actriz estrena,- junto a Eduardo Noriega y Jorge Sanz Cha-cha-chá, comedia que tuvo un gran éxito comercial. Participa también en Mátame mucho, otra comedia, en la que trabaja junto a Rosa María Sardá y Nancho Novo entre otros.
Al año siguiente, Ana se traslada a México para interpretar a Gabriela en la adaptación de la novela de Guillermo Arriaga Un dulce olor a muerte. En esta película, dirigida por Gabriel Retes y protagonizada por Diego Luna, Héctor Alterio y Karra Elejalde, Ana Álvarez trabaja mucho el acento para encarnar a una mexicana del pueblo de Carranco (San Luis Potosí)
En el 2000, la actriz rueda A galope tendido, junto a Aitor Merino. En el 2001 coprotagoniza- junto a Rosa María Sardá- Las amargas lágrimas de Petra von Kant. Dirigido por Manuel Armán, éste fue un Estudio 1 para TVE, basado en la obra homónima de Rainer Werner Fassbinder. A finales de ese año, Ana Álvarez cruza de nuevo el charco para rodar  Cuba, película de Pedro Carvajal en la que la actriz aborda nuevamente el reto de interpretar con un acento diferente al suyo, y que narra, en clave de drama, los momentos críticos del final de la posesión española de la isla de Cuba en 1898.
En el 2002, participa en Alas rotas de Carlos Gil. En el 2003, protagoniza su primera serie televisiva, London Street, comedia para Antena 3 que narraba las vicisitudes de un grupo de estudiantes españoles en la capital inglesa. Al año siguiente, Ana coprotagoniza  Cota roja de Jordi Frades y participa en la coproducción Crusader de Bryan Goeres. En este filme, rodado en inglés, Ana comparte cartel con Michael York, Andrew Mc Carthy y Bo Derek.
En el 2005, la actriz rueda Sinfín, película dirigida por Carlos Villaverde y Manuel Sanabria. En el 2006, interviene en  GAL película de Miguel Courtois basada en la historia política española.
Durante el 2007, Ana Álvarez coprotagoniza- para Antena 3 - la serie  Quart, basada en La piel del tambor, novela de Arturo Pérez Reverte. Aquí trabaja con los actores Roberto Enríquez y Daniel Grao. A continuación, protagoniza el telefilme Alan muere al final de la película, por cuyo trabajo recibe el Premio a la Mejor Actriz en esta categoría de películas en el Festival de Cine de Alicante. En el 2008, Ana rueda la película  Prime Time, ópera prima del director Luis Calvo Ramos. 

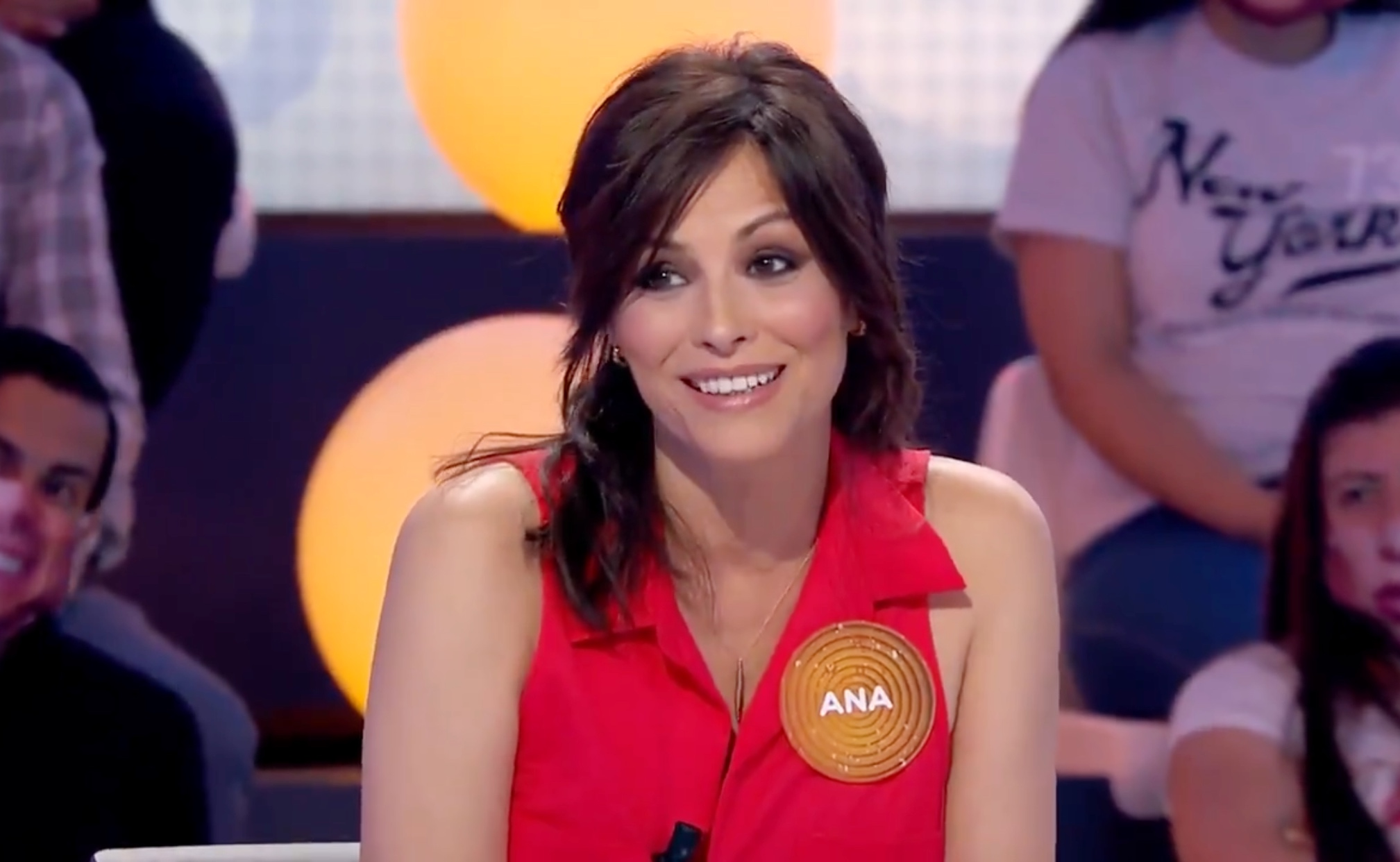
Ana Álvarez. 2021

En el 2009, participa en la serie de Telecinco Acusados, interpretando a una antigua amante y actual jefa de prensa de Joaquín de la Torre, personaje interpretado por José Coronado. En octubre de ese mismo año, Ana se incorpora al reparto de Sin tetas no hay paraíso, serie de Telecinco también, dando vida a una inspectora de policía. Y un poco después, al de  Belvilaqua en Un asunto conyugal.

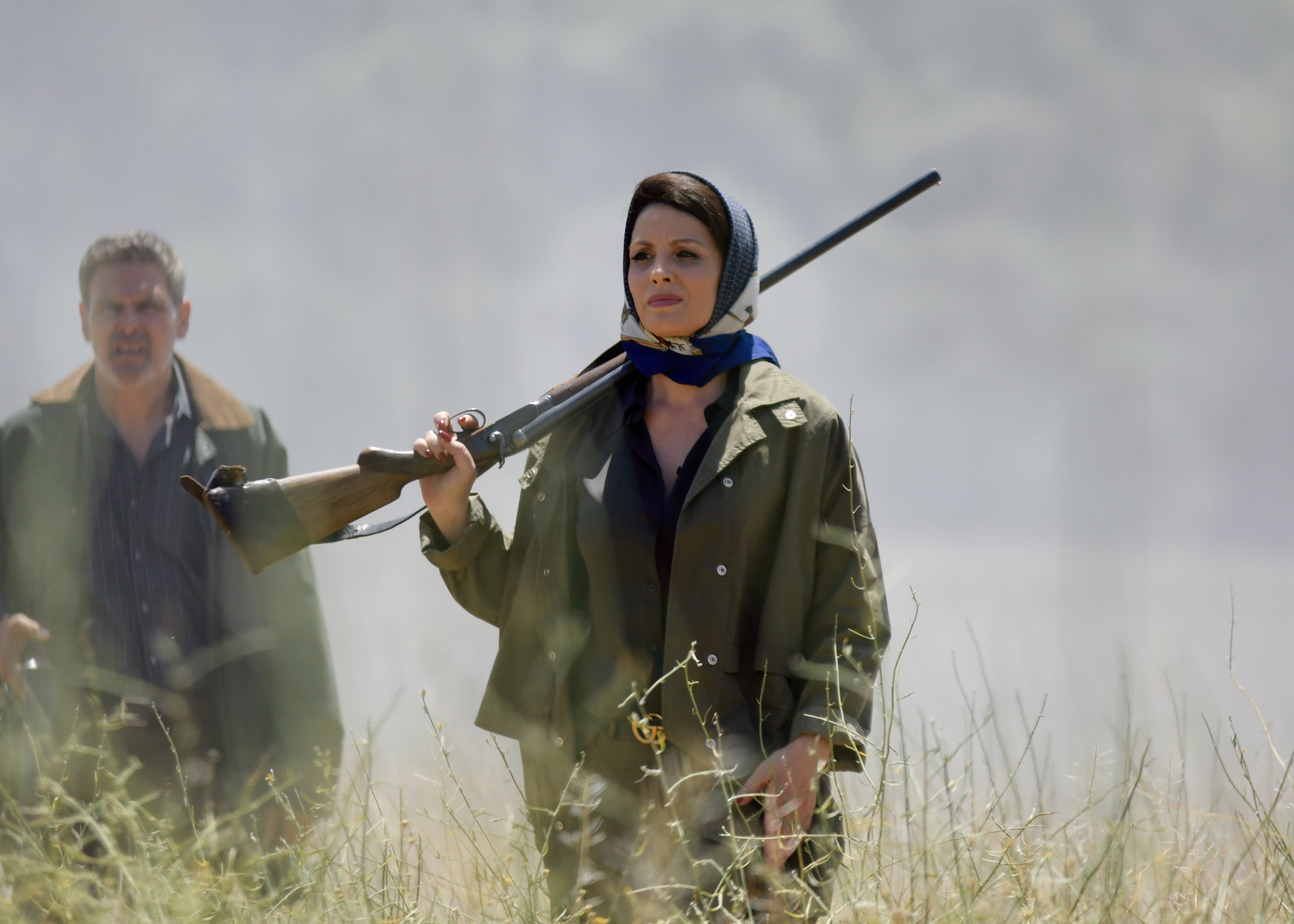
Ana Álvarez en Montecristo (serie de televisión de 2023) Foto de Juan Carlos Lucas

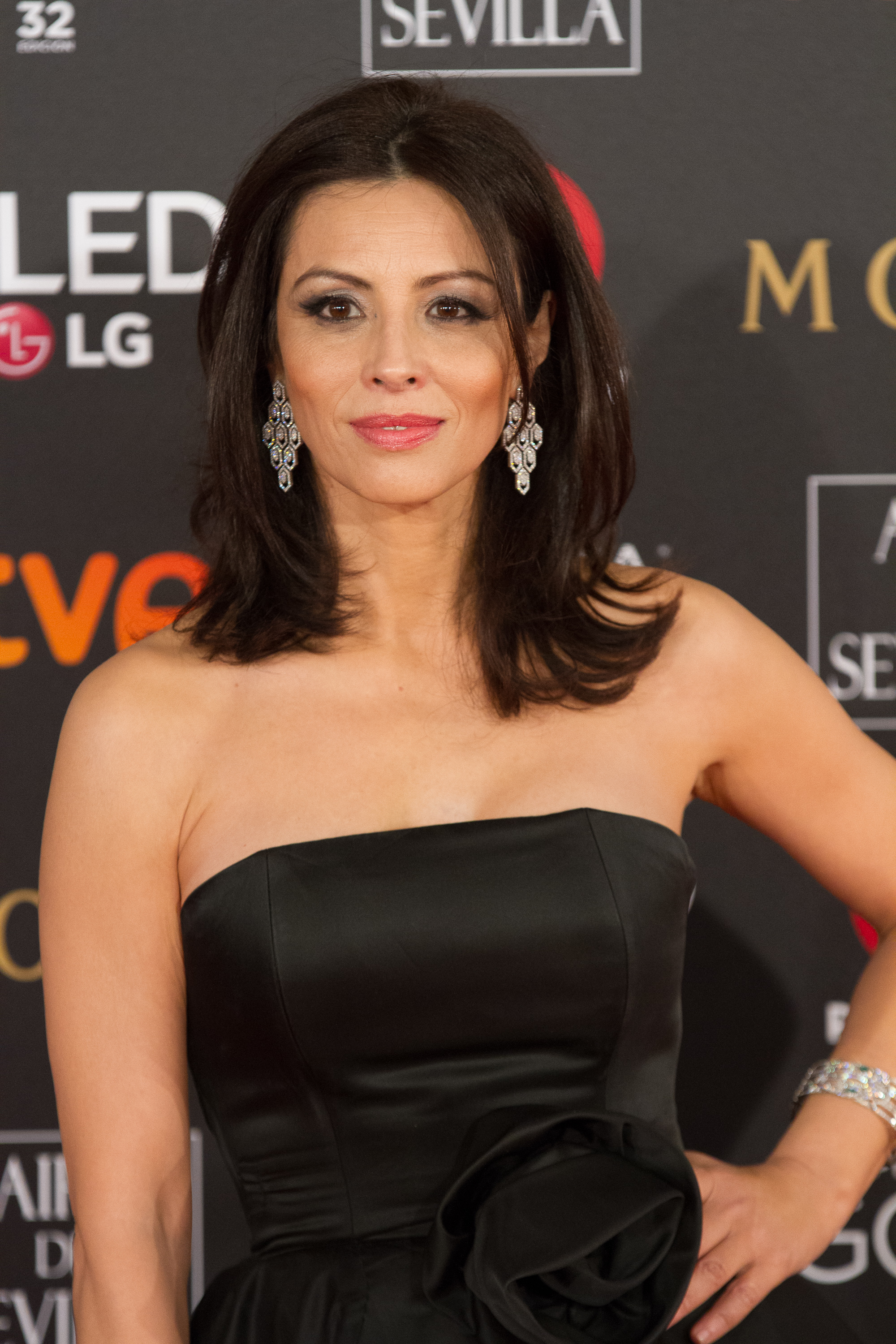
Ana Álvarez en los Premios Goya 2018

En el año 2010, Ana coprotagoniza  Suspicious Minds, ópera prima de Carlos Martín Ferrera, junto a Jaume Arija y Adriá Collado. Por este trabajo recibe la Biznaga de Plata a la Mejor Actriz en la Zonacine del XIII Festival de Cine español de Málaga.
En el 2011, Ana Álvarez se incorpora a la serie Los misterios de Laura de TVE y en el 2012, al elenco protagonista de La memoria del agua, serie de TVE también, basada en la novela de Teresa Viejo.
En 2014, la actriz funda Mr. Willbe, empresa de Talleres creativos para niños y adolescentes, en la que se fomenta el conocimiento artístico y tecnológico de diversas disciplinas; cine, fotografía, interpretación, robótica o música, entre otros. Ana, además de fundadora, ejerce como directora de contenidos de la empresa hasta 2020, fecha en la que se cierra la empresa con motivo de la irrupción de la pandemia.
En el 2015, Ana recibe de la Junta de Andalucía la distinción de Acción Cultural, con motivo del Día de Andalucía.
En 2016, Ana Álvarez se suma al reparto de la serie La que se avecina, con el personaje de Gloria, exmujer de Bruno Quiroga, el pianista interpretado por el actor Luis Merlo.
En 2017 inicia la grabación de La verdad (serie de televisión española) producida por Mediaset España y Plano a Plano. La serie consta de dos temporadas de 8 episodios cada una. En ella, Ana interpreta a la inspectora Ana Llanos.
En 2018, la actriz protagoniza uno de los capítulos de Cartas en el tiempo, serie documental histórica de La 2 de TVE. En ella, y a través de cartas reales, se explican acontecimientos de la historia y la cultura española de los últimos siglos.
En el 2019, Ana participa en Rocambola (Película), película dirigida por Juanra Fernández y protagonizada por Juan Diego Botto, Sheila Ponce y Jan Cornet.
Ese mismo año, Ana se incorpora al reparto de Todas las mujeres (obra de teatro), versión teatral de la película del mismo nombre Todas las mujeres (película). La obra, dirigida por Daniel Veronese y producida por Producciones OFF cuenta con Fele Martínez, Nuria González, Lola Casamayor, Mónica Regueiro y Lucía Barrado. Ana Álvarez interpreta a Andrea, la psicóloga que tendrá que tratar a Nacho, un veterinario con cuentas pendientes con cada una de las mujeres de su vida. Con esta obra y tras una gira por España, Ana recaló en el Teatro Príncipe Gran Vía.
También ese año pone voz como narradora a El sueño de Malinche del director Gonzalo Suárez; un mediometraje sobre el encuentro de Cortés y Moctezuma a través de la mediación de Malinche, realizada con los artísticos dibujos de Pablo Auladell. Carmelo Gómez, Marian Álvarez o Pablo Guerrero son algunas de las voces que tejen esta fábula trágica que se estrenó en el Museo del Prado.
Más tarde, en 2021, Ana vuelve a trabajar junto a Gonzalo Suárez en otra peculiar obra; Alas de tiniebla, un cortometraje que cuenta con las voces de José Sacristán, Charo López y la propia Ana Álvarez.
En 2022, la actriz forma parte del elenco de Montecristo (serie de televisión de 2023), producción de Secuoya Studios y William Levy Entertainmet para Vix (servicio de streaming) y Movistar Plus+ La serie, protagonizada por William Levy, es una adaptación actualizada de la novela El conde de Montecristo. Ana interpreta a Cayetana, una aristócrata sin escrúpulos ni moral.
En el 2023, Ana se incorpora al reparto de Mía es la venganza, serie de televisión producida por Alea Media para Mediaset España. Protagonizada por Lydia Bosch, la serie tiene previsto su estreno en el verano del mismo año.
En 2024, la actriz vuelve a grabar La que se avecina, en su 15ª temporada. Interpreta el personaje de Gloria, exmujer de Bruno Quiroga, que ya había aparecido en la 9ª temporada. Prime Video estrena esta última en noviembre del mismo año. Posteriormente se estrenará en Telecinco.
También en 2024, Ana Álvarez rueda la película El Convento en Navarra. Dirigida por Luis Galindo y Ángel Chivite, su estreno está previsto para 2025. 
En noviembre de este mismo año recibe el Premio FICC en la 53 Edición del Festival Internacional de Cine de Cartagena por su carrera.
Aparte de sus trabajos como actriz, Ana ha presentado eventos como la Clausura de la 58 edición del Festival Internacional de Cine de San Sebastián, o las Galas de Inauguración y Clausura del Festival Internacional de Cine Cinema Jove durante varios años. Formó parte del Jurado Oficial- presidido por Vicente Aranda- de la XIV edición del Festival de Cine Español de Málaga. Ha protagonizado el videoclip Por el bulevar de los sueños rotos de Joaquín Sabina. Y el vídeo homenaje a Antonio Vega del tema El sitio de mi recreo en lengua de sinos, dirigido por Javier Balaguer. Ha participado también en el documental Mujeres en construcción para dar visibilidad a las madres con discapacidad intelectual. Además, Ana imparte talleres de Interpretación y Realización de Cortometrajes, y ha realizado trabajos de locución.

## Filmografía

### Cine
| Películas | Películas                           | Películas       | Películas                           |
| Año       | Título                              | Personaje       | Director                            |
| --------- | ----------------------------------- | --------------- | ----------------------------------- |
| 1988      | Jarrapellejos                       | Petra           | Antonio Giménez Rico                |
| 1989      | Soldadito español                   | Camarera        | Antonio Giménez Rico                |
| 1990      | Aquí huele a muerto                 | Nicole Darquier | Álvaro Sáenz de Heredia             |
| 1990      | El tesoro                           | Marga           | Antonio Mercero                     |
| 1991      | Don Juan en los infiernos           | Chiquilla India | Gonzalo Suárez                      |
| 1991      | Solo o en compañía de otros         | Virginia Medina | Santiago San Miguel                 |
| 1992      | Yo me bajo en la próxima, ¿y usted? | India Curtis    | José Sacristán                      |
| 1993      | La madre muerta                     | Leire           | Juanma Bajo Ulloa                   |
| 1993      | Tierno verano de lujurias y azoteas | Oscura          | Jaime Chávarri                      |
| 1994      | Enciende mi pasión                  | Ángeles         | Pepe Ganga                          |
| 1994      | Los peores años de nuestra vida     | Actriz          | Emilio Martínez Lázaro              |
| 1994      | El baile de las ánimas              | Irma            | Pedro Carvajal                      |
| 1995      | Dile a Laura que la quiero          | Laura           | José Miguel Juárez                  |
| 1995      | ¡Oh, cielos!                        | Cuqui           | Ricardo Franco                      |
| 1995      | El rey del río                      | Ana             | Manuel Gutiérrez Aragón             |
| 1995      | Vivir al límite                     | Paloma          | Michael Gutmann                     |
| 1996      | Best-seller: El premio              | Julia           | Carlos Pérez Ferré                  |
| 1996      | Geisha                              | Mónica          | Eduardo Raspo                       |
| 1996      | Brujas                              | Sol             | Álvaro Fernández Armero             |
| 1996      | Robo en el cine Capitol             | Erika           | Cortometraje                        |
| 1997      | Igual caen dos                      | Espectro        | Cortometraje                        |
| 1998      | Mátame mucho                        | Julia           | José Ángel Bohollo                  |
| 1998      | Cha-cha-chá                         | Lucía           | Antonio del Real                    |
| 1999      | Cosas nuestras                      | Paula           | Cortometraje                        |
| 1999      | Un dulce olor a muerte              | Gabriela        | Gabriel Retes                       |
| 2000      | A galope tendido                    | Doro            | Julio Suárez                        |
| 2002      | Cuba                                | Dolores Velasco | Pedro Carvajal                      |
| 2003      | Alas rotas                          | Laura           | Carlos Gil                          |
| 2004      | La mirada                           | Ana             | Cortometraje                        |
| 2005      | Sinfín                              | Laura           | Manuel Sanabria y Carlos Villaverde |
| 2006      | GAL                                 | Soledad Muñoz   | Miguel Courtois                     |
| 2008      | Prime Time                          | Mónica          | Luis Calvo                          |
| 2010      | Suspicious Minds                    | Carolina        | Carlos Magín Ferrera                |
| 2016      | Minotauro                           | Vera            | Cortometraje                        |
| 2019      | Rocambola (Película)                | Policía         | Juanra Fernández                    |
| 2019      | El sueño de Malinche                | Narradora       | Gonzalo Suárez                      |
| 2021      | Alas de Tiniebla                    | Narradora       | Cortometraje                        |
| 2024      | El Convento                         | Sor Augusta     | Ángel Chivite y Luis Galindo        |

### Televisión
| Televisión  | Televisión                         | Televisión            | Televisión            | Televisión   |
| Año         | Título                             | Personaje             | Cadena                | Notas        |
| ----------- | ---------------------------------- | --------------------- | --------------------- | ------------ |
| 2003        | London Street                      | Ajo                   | Antena 3 / Neox       | 4 episodios  |
| 2004        | Cota roja                          | Ana                   | TV3 (Cataluña)        |              |
| 2005        | Crusader                           | Verónica              | Antena 3              |              |
| 2007        | Alan muere al final de la película | Julia                 | TV3 (Cataluña)        |              |
| 2007        | Quart                              | Macarena Bruner       | Antena 3              | 6 episodios  |
| 2009        | Sin tetas no hay paraíso           | Marta Rueda           | Telecinco             | 3 episodios  |
| 2009        | Acusados                           | Adela Gutiérrez       | Telecinco             | 5 episodios  |
| 2010        | Bevilacqua: Un asunto conyugal     | Sandra                | La 1                  |              |
| 2011        | Los misterios de Laura             | Regina / Cora / Ágata | La 1                  | 1 episodio   |
| 2012        | La memoria del agua                | Ana, Sra. de Retuerto | La 1                  | 2 episodios  |
| 2016        | Web Therapy                        | África del Valle      | #0                    | 3 episodios  |
| 2016 - 2017 | La que se avecina                  | Gloria                | Telecinco             | 4 episodios  |
| 2017        | Cartas en el Tiempo                |                       | TVE                   |              |
| 2018        | La verdad                          | Ana Llanos            | Telecinco             | 16 episodios |
| 2022        | Montecristo                        | Cayetana de Almeida   | Movistar Plus+        | 6 episodios  |
| 2023        | Mía es la venganza                 | Isabel Hurtado        | Telecinco / Divinity  | ¿? episodios |
| 2024        | La que se avecina                  | Gloria                | Prime Video/Telecinco |              |

### Teatro
- Todas las mujeres (2019)

## Premios

### Festival Internacional de Cine de Cartagena
| Año  | Premio        |
| ---- | ------------- |
| 2024 | Premio FICC53 |

### Festival de Cine español de Málaga
| Año  | Premio                    | Película         | Resultado |
| ---- | ------------------------- | ---------------- | --------- |
| 2010 | Biznaga de Plata Zonacine | Suspicious Minds | Ganadora  |

### Festival de Cine de Alicante
| Año  | Premio                         | Película                           | Resultado |
| ---- | ------------------------------ | ---------------------------------- | --------- |
| 2008 | Premio Mejor actriz televisión | Alan muere al final de la película | Ganadora  |

### Festival Internacional de Cine Policiaco de Cognac
| Año  | Premio           | Película        | Resultado |
| ---- | ---------------- | --------------- | --------- |
| 1995 | Mención Especial | La madre muerta | Ganadora  |

### Festival Internacional de Cine de Cartagena de Indias
| Año  | Premio                | Película        | Resultado |
| ---- | --------------------- | --------------- | --------- |
| 1994 | Golden India Catalina | La madre muerta | Ganadora  |

### Festival Internacional de Cine de Estocolmo
| Año  | Premio       | Película        | Resultado |
| ---- | ------------ | --------------- | --------- |
| 1993 | Silver Horse | La madre muerta | Ganadora  |

### Galardones públicos
Premio de la provincia de Cádiz a la "Acción Cultural"